# Amazonina emarginata
Amazonina emarginata är en kackerlacksart som beskrevs av Karlis Princis 1955. Amazonina emarginata ingår i släktet Amazonina och familjen småkackerlackor. Inga underarter finns listade i Catalogue of Life.